# Datenhoheit
Datenhoheit, auch als Datensouveränität oder Data Sovereignty bekannt, bezeichnet die virtuelle bzw. physische Verfügungsgewalt und die Kontrolle über die Verbreitung und Verwendung von Daten, obwohl an Daten kein Eigentum begründet werden kann.

## Begriffserklärung und Aspekte von Datenhoheit
Eine einheitliche Definition des Begriffs gibt es bisher nicht. Vielmehr zeigt sich in den Definitionen eben die Bedeutung des Verhältnisses zwischen Daten und der Macht, über sie zu wirken.

### Politik
Im politischen Kontext bezieht sich Datenhoheit auf die politischen Aspekte der Datenverwaltung, die umfassen können, wie Regierungen und politische Institutionen Daten sammeln, verarbeiten und nutzen, als auch wie sie Kontrolle über die Nutzung der in ihre Zuständigkeit fallenden Daten üben. Diese Zuständigkeit ergibt sich durch territoriale Zuständigkeit, Zuständigkeit für die eigenen Bürger oder die universelle Gerichtsbarkeit.

„Data Sovereignty bezeichnet das Prinzip, dass Daten unter der hoheitlichen Kontrolle des Staates oder der Region stehen, in der sie erzeugt wurden. Es umfasst die rechtlichen und politischen Rechte in Bezug auf die Sammlung, Verarbeitung, Speicherung und Übertragung von Daten. Es geht darum, dass Daten nicht nur den staatlichen Gesetzen des Ursprungslandes unterliegen, sondern auch die Datenschutzrechte und Rechte auf Privatsphäre der Bürger gewahrt bleiben.“

### Recht
Da Eigentum nicht an Daten begründet werden kann, da es ihnen an der Körperlichkeit fehlt, gestaltet sich die Rechtslage für die Datenhoheit so komplex, wie die Anwendungsbereiche von Daten und die Bedürfnisse der Betroffenen:
- Seit dem 25. Mai 2018 ist die DSGVO in allen EU-Staaten unmittelbar geltendes Recht und bildet das Fundament für den Schutz personenbezogener Daten.[5]
- Außerdem garantiert Artikel 8 der EU-Grundrechtecharta das Grundrecht auf Schutz personenbezogener Daten. Die Verarbeitung ist nur rechtmäßig, wenn sie auf Einwilligung oder gesetzlicher Grundlage beruht. Die Charta sichert zudem das Recht auf Auskunft und Berichtigung sowie die Kontrolle durch unabhängige Stellen.[5]
- Das Grundgesetz schützt das Recht auf informationelle Selbstbestimmung, welches vom Bundesverfassungsgericht im sogenannten Volkszählungsurteil 1983 aus dem allgemeinen Persönlichkeitsrecht (Art. 2 Abs. 1 GG) und der Menschenwürde (Art. 1 Abs. 1 GG) abgeleitet wurde.[5]
- Das BDSG ergänzt die DSGVO dort, wo diese den Mitgliedstaaten Spielräume lässt. Es regelt unter anderem besondere Verarbeitungssituationen, Betroffenenrechte, Datenschutzbeauftragte und die Umsetzung der Datenschutz-Richtlinie für Polizei und Justiz.[5]
- Das TTDSG schützt personenbezogene Daten bei der Nutzung von Telemedien und Telekommunikationsdiensten, etwa bei Internetdiensten und der Nutzung von Cookies.[6]

In bestimmten Bereichen gelten ergänzend die Datenschutzgesetze der einzelnen Bundesländer.

### Wirtschaft
Wirtschaftliche Aspekte der Datenverwaltung beinhalten, wie Daten monetarisiert werden und wer die Kontrolle über den wirtschaftlichen Nutzen hat.

### Soziale Aspekte
Soziale Aspekte der Datenhoheit betreffen die sozialen Auswirkungen der Datenverwaltung, wie Daten in sozialen Kontexten verwendet werden und welche Auswirkungen dies auf Individuen und Gemeinschaften hat. 

### Kultur
Zu kulturellen Aspekten der Datenverwaltung gehört, wie Daten in verschiedenen kulturellen Kontexten wahrgenommen und verwendet werden.

## Technische Aspekte von Datenhoheit
Wenn eine oder mehrere der Operationen wie „Erzeugen“, „Lesen“, „Ändern“, „Löschen“ (CRUD) oder „Ausführen“, bzw. die Zuführung der Daten zu ihrem Verwendungszweck eingeschränkt sind, schränkt dies die Datenhoheit nicht zwingend ein, doch verhindert dies ihre unmittelbare reale Durchsetzung. Dies wird bei personenbezogenen Daten deutlich, deren Datenhoheit immer bei der betreffenden Person bleibt, obwohl andere Akteure vollen technischen Zugriff darauf besitzen.

### Bedeutung digitaler Kommunikation für die Datenhoheit
Die Datenhoheit kann beeinträchtigt sein, sobald Daten elektronisch kommuniziert werden, weil dadurch die Erhebung von Metadaten in Form von Verkehrsdaten möglich wird. Im öffentlichen Netz ist dies durch die beteiligte Infrastruktur oft der Fall.

### Bedeutung von Cloudspeichern und künstlicher Intelligenz für die Datenhoheit
Aufgrund fehlender Rechenleistungen kann künstliche Intelligenz in Produkten meist nicht lokal, also im Produkt selbst geleistet werden. So agieren Sprachassistenten wie Amazon Alexa, Siri und Copilot als Thin Clients, welche die Anfragen zur eigentlichen Verarbeitung einfach an den Mutterkonzern senden.
Bei einem Streamingdienst wie Netflix oder Spotify hat der Benutzer zwar die Lizenz für das Ausführen (=Abspielen), jedoch niemals für das echte Lesen, womit der Inhalt dauerhaft in seinen Besitz übergehen könnte, weil die Software der Anbieter zum Schutz der Film- und Musik-Lizenzen absichtlich verhindert, dass die Inhalte auf dem Endgerät in die Hände des Benutzers ausgeleitet werden können, obwohl die Film- oder Musik-Daten aus technischer Perspektive vom Endgerät zu diesem Zweck sehr wohl gelesen und sogar für „Offline“-Verfügbarkeiten persistent auf dem Endgerät gespeichert werden können. Stattdessen werden meist Metadaten zur Verbesserung des Benutzer-Erlebnisses erhoben: Wie oft wurde ein Film gesehen, ein Musikstück gehört, wo wurde es gestoppt usw.

### Bedeutung von Verschlüsselung für die Datenhoheit
Verschlüsselung kann dem die Datenhoheit garantieren, der die Schlüssel besitzt. So können bei der Ende-zu-Ende-Verschlüsselung nur die beteiligten Sender und Empfänger auf die Dateninhalte zugreifen. Andererseits können jedoch Hersteller durch proprietäre Dateiformate oder Verschlüsselung von ursprünglich interoperablen Datentypen wie mp3- oder jpg-Dateien die Datenhoheit für sich beanspruchen und den bloßen Besitz der Daten wertlos machen.

## Schutz der Datenhoheit
- Persönliche Stammdaten wie Name, Adresse oder Geburtsdatum, sowie Gesundheits- und Finanzdaten sind vom Gesetzgeber geschützt
- E-Mail-Anbieter wie Gmail oder Outlook bieten nur begrenzte Datenhoheit, da die Dienste Daten zur Personalisierung von Werbung und zur Verbesserung ihrer Dienste sammeln.[11]
- Cloud-Dienste wie Google Drive, Dropbox oder iCloud bieten oft nur eine begrenzte Datenhoheit, denn die Daten werden auf Servern von Drittanbietern gespeichert, und die Nutzungsbedingungen schränken ein, wie diese Daten verarbeitet werden können.[12][13]
- Konsumdaten, wie Einkaufsverhalten oder Nutzungsdaten von Apps, werden oft von Unternehmen gesammelt, um personalisierte Werbung zu erstellen oder Dienste zu verbessern. Es herrschen Bedingungen "relativer Gesetzlosigkeit".[14]

## Kritik
Um Dienstleistungen nutzen zu können, nehmen Anwender oft billigend die Einschränkung der Datenhoheit durch den Verlust der Datensouveränität in Kauf. Zusammen mit dem sog. „Digitalzwang“, der eine Serviceleistung in der analogen Welt einschränkt oder ohne elektronische Identität nicht mehr ermöglicht, möchten Unternehmen häufig am Leben des Menschen teilnehmen, indem sie ihm an jeder Stelle die QR-Codes zu den Appstores der zwei größten Mobilplattformen ins Auge führen, und seine Daten als letzte menschliche Ressource vermarkten.